# Voiture Électronique

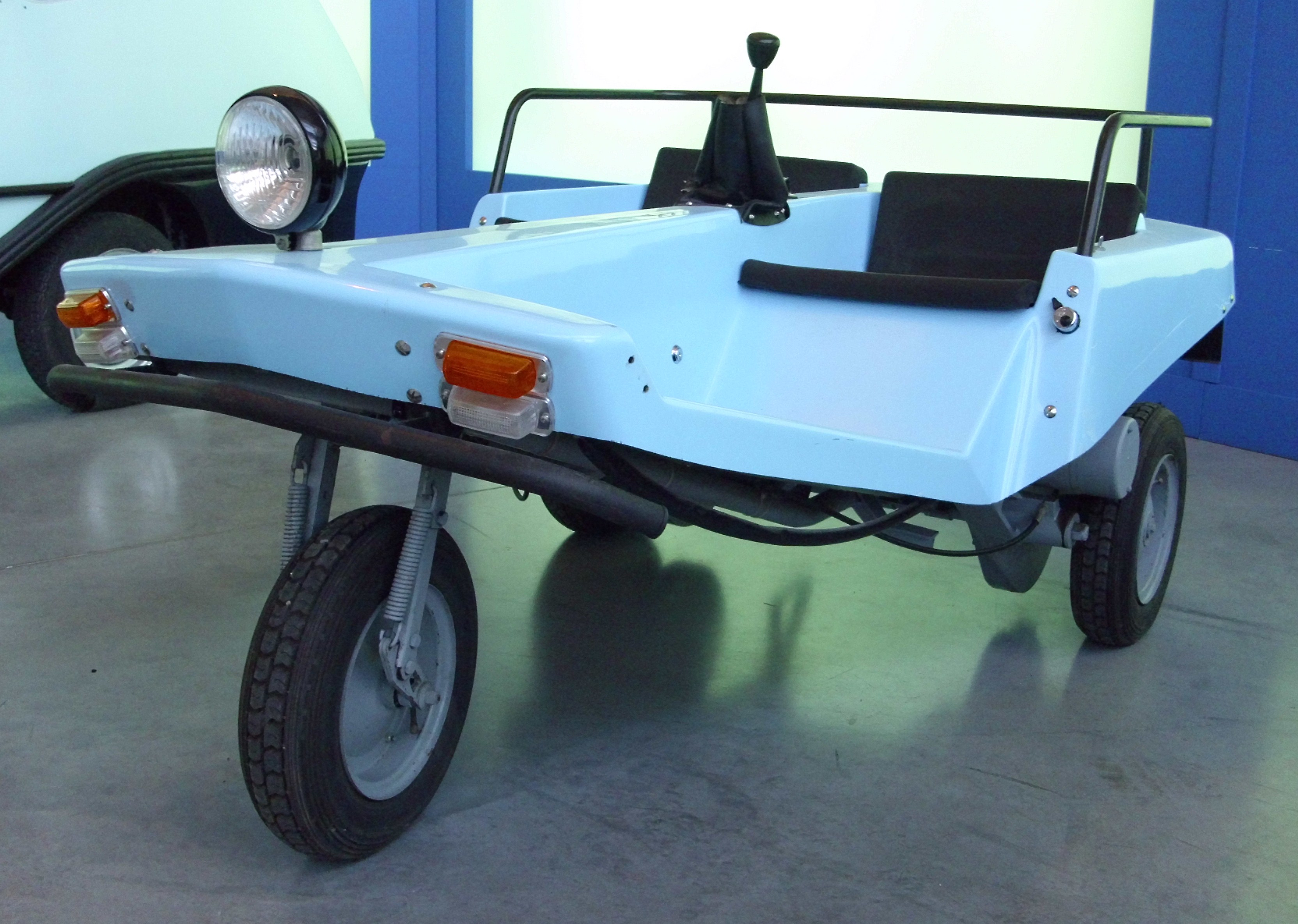
Voiture Électronique Porquerolles

La Voiture Électronique war ein französischer Hersteller von Automobilen.

## Unternehmensgeschichte
Die Brüder Jean und Jacques Jarret gründeten 1968 das Unternehmen im 16. Arrondissement von Paris. Sie entwickelten ein Automobil. Die Produktion begann erst 1972. Der Markenname lautete Voiture Électronique. 1976 endete die Produktion.

## Fahrzeuge
Das Unternehmen stellte Kleinstwagen her. Eine Quelle bezeichnet sie als äußerst simpel konstruiert. Die Basis bildete eine dreieckige Kunststoffwanne, in die zwei Sitze eingelassen waren. Zwischen den Sitzen befand sich ein Joystick, der zum Beschleunigen, Bremsen und Lenken diente. Zwei Elektromotoren trieben die Hinterräder an. Das Leergewicht war mit 198 kg angegeben, die Höchstgeschwindigkeit mit 24 km/h und die Reichweite mit 64 km.
Im Frühling 1972 kam die Basisversion Porquerolles auf den Markt. Der weiter entwickelte Cab ergänzte ab Oktober 1972 das Sortiment. Er verfügte über eine Frontscheibe. Ein Jahr später folgte der Cob. Dies war ein Kleinnutzfahrzeug, das als einziges der drei Modelle über ein Lenkrad verfügte. Es war 254 cm lang und 120 cm breit.